# Macaranga whitmorei
Macaranga whitmorei är en törelväxtart som beskrevs av Airy Shaw. Macaranga whitmorei ingår i släktet Macaranga och familjen törelväxter. Inga underarter finns listade i Catalogue of Life.